# Interactivité dans Prison Break

En prenant exemple sur le feuilleton télévisé Lost, la chaîne de télévision américaine Twentieth Century Fox utilise internet pour impliquer davantage les téléspectateurs du feuilleton Prison Break, les rapprocher des personnages et ainsi les fidéliser. Pour ce faire, elle a créé deux sites internet fictifs. Ils sont mentionnés dans le feuilleton et existent dans la réalité.

## Europeangoldfinch.net
Le véritable nom de domaine de ce site internet a été enregistré par la Fox le 31 juillet 2006. Il contient une courte foire aux questions sur l’European Goldfinch (c'est un petit oiseau appelé « chardonneret élégant » en français) ainsi qu'un forum. Il peut s'agir d'un clin d'œil à l'origami, un des symboles du feuilleton. Il n'existe pas de possibilité de poster un message.
La série s'étant terminé en mai 2009, le site a été supprimé quelques mois plus tard.
Le site est mentionné la première fois dans L'étau se resserre, le sixième épisode de la deuxième saison du feuilleton. Le héros Michael Scofield donne l'adresse de ce site à son ami Fernando Sucre en lui expliquant qu'ainsi ils pourront communiquer en cas de problème.

### Connexions entre le site internet et le feuilleton télévisé

#### Michael Scofield et Fernando Sucre
Dans le feuilleton, Michael Scofield et Fernando Sucre se séparent temporairement de À la vie, à la mort (2x08) jusqu'à Bolshoi Booze (2x11). Dans cet épisode, Michael Scofield est en mauvaise posture, désarmé face à des contrebandiers mexicains. Son ami arrive à temps pour le tirer de ce mauvais pas. Les scénaristes n'indiquent pas dans le feuilleton comment Fernando Sucre connaissait le jour du rendez-vous. 
Par contre sur le forum, dans un sujet appelé « US Southwest Sighting??? », un membre du site ayant pour pseudonyme « Fish 40 » laisse le 31 mai le message suivant : Bolshoi Booze 6/4 - Bastimentos 7/4
- Fish est le surnom de Michael Scofield en anglais
- 40 est le numéro de la cellule qu'il partageait avec Fernando Sucre.
- Bolshoi Booze 6/4 est un code. Bolshoi Booze (2x11) est à la fois le nom de l'épisode où ils se rejoignent et les coordonnées du lieu de rendez-vous. 6/4 signifie 4 juin en anglais. Cette date est confirmée dans l'épisode Le Duel (2x09).
- Bastimentos est une île du Panama, le pays choisi par Michael Scofield pour s'y réfugier après l'évasion. De plus, un endroit sur cette île se nomme Fish Hole.

Puis, après la diffusion de plusieurs épisodes le message sur le forum a changé, la mention « Bastimentos 7/4 » a été supprimée. Cela correspond à une scène de l'épisode Si Près du but (2x12), les deux héros du feuilleton, Michael Scofield et son frère Lincoln Burrows, décident à la dernière minute de ne pas prendre l'avion pour s'enfuir au Panama et de rester aux États-Unis pour dévoiler la conspiration. Les informations contenues sur le forum prennent donc en compte l'avancement de l'intrigue.

#### Le piège
Dans le feuilleton, un autre personnage, C-Note avait discrètement entendu Michael donner le nom du forum à Fernando Sucre. Il va utiliser cette information pour passer un marché avec l'agent spécial du FBI Alexander Mahone qui est à la poursuite de Michael Scofield et son frère. 
Ainsi dans l'épisode, Dernière Chance (2x18), C-Note laisse des messages à Michael Scofield afin de l'attirer dans un piège. Ils sont à la fois visibles dans une scène et sur le véritable site internet sous le sujet « Attn: Fish »:
04/07 C-Finch69 : « Fish, my daugter's sick. I need help. Any word on the money? --C. » (« Gueule d'ange, ma fille est malade. J'ai besoin d'aide. Rien de neuf sur l'argent? --C. »)
04/08 Fish : « C: Bag has the money. Sorry to hear about your daughter. Good luck. » (« C: (T-)Bag a l'argent. Désolé pour ta fille. Bonne chance. »)
04/10 C-Finch69 : « Fish, Need help. My daughter is sick. C-Note. » (« Gueule d'ange, besoin d'aide. Ma fille est malade. C-Note. »)
Dans ces messages, C-Finch69 (alias C-Note) et Fish (alias Michael) font référence aux 5 millions de dollars enterrés en Utah et qui devaient leur permettre de vivre à l'abri leurs vies de fugitifs. Cet argent a été subtilisé par un autre évadé, T-Bag dans À la vie, à la mort (2x08). Il le conserve dans un grand sac à dos.
Comme dans l'épisode, ce message reste pour l'instant sans réponse sur le forum. Michael Scofield n'en a pris connaissance que dans Panama (2x20) en consultant son téléphone portable. Dans ce même épisode, Michael indique à son frère qu'il a reçu un message de son ami Fernando Sucre. Il est signé de 3.5Nando et s'intitule « The Bag's still got THE BAG » :
06/15 3.5Nando : « The Bag's still got THE BAG. He's in Panama City. At the Fin Del Camino Hotel. If you're there and want to help put that bird back in a cage - let me know. Sucre » (« T-Bag a encore le sac. Il est à Panama. À l'hôtel Fin Del Camino. Si tu es là et que tu veux m'aider à remettre cet oiseau en cage. Fais-moi signe. Sucre »)
En réalité, il s'agit d'un piège tendu par l'agent du FBI Mahone. La réponse de Michael apparaît sur l'écran de son téléphone portable :
06/15 Fish40 : « I'm in. Let me know when you get there. » (« J'y suis. Fais-moi savoir quand tu y seras »)
Mahone, se faisant toujours passer pour Fernando Sucre lui écrit alors :
06/15 3.5Nando : « I'll be there tomorrow. See you then. Sucre » (« J'y serai demain. On se voit là-bas. Sucre »)
À la suite de ce message, Michael Scofield s'éclipse en laissant son frère Lincoln Burrows seul. Celui-ci consulte le forum dans Fin Del Camino (2x21) et comprend que son frère Michael a décidé de se rendre au rendez-vous, de faire arrêter T-Bag qui est un criminel récidiviste et de récupérer l'argent.
L'ensemble de ces messages apparaissent également sur le véritable site internet.
Dans Fin Del Camino (2x21), Michael retrouve par hasard Fernando Sucre qui dément être l'auteur des derniers messages. Le héros comprend alors qu'il s'agit d'un piège et que le forum n'est plus sécurisé.

#### À la recherche de Sara
Durant la saison 3, Sara Tancredi est capturée puis semble avoir été exécutée, Lincoln recevant « sa » tête dans une boîte ; après avoir appris la nouvelle, s'être évadé de Sona et avoir pu récupérer LJ lors d'un échange avec Le Cartel concernant James Whisler, Michael Scofield décide de se séparer de son frère et venger la mort de Sara, en traquant Gretchen et Whisler.
Au début de la saison suivante, dans De Charybde..., Michael s'apprête à se faire justice lui-même et tuer l'exécutrice présumée de Sara, qu'il a réussi à trouver à Los Angeles en organisant un plan grâce aux informations trouvées dans l'appartement de Whisler au Panama. Mais au moment de passer à l'acte, Gretchen révèle à Michael qu'elle a falsifié la mort de Sara et que cette dernière est toujours vivante.
Déboussolé, Michael Scofield se rend alors sur le forum d'EuropeanGoldFinch.net et trouve un nouveau message, un sujet appelé « MS: I have info on Sara » (« Michael Scofield: J'ai des informations sur Sara »), lui donnant un lieu et une date de rendez-vous :
07/15 3.5Nando: « Behind the Santa Monica Pier Ferris wheel. Tues 11 a.m. » (« Derrière la Grande Roue, jetée de Santa Monica. Mardi à 11h. »)
L'auteur de ce message n'est autre qu'Alexander Mahone, qui a utilisé le même pseudonyme, « 3.5Nando », que lorsqu'il essayait de piéger Michael en se faisant passer pour Sucre.
Cependant, ce message n'apparait pas sur le véritable site internet, celui-ci n'ayant pas été mis à jour depuis la saison 2.

#### Messages codés
Le site internet contient de nombreux messages qui renvoient par certaines phrases ou choix des mots à des scènes du feuilleton. De nombreux sites de fans, de nationalités différentes, tentent de décrypter les messages ou pseudonymes laissés sur le forum.
Ainsi, un « faux » forumeur intitulé JumpingBean88 a laissé un autre message sur « US Southwest Sighting??? » au moment de la diffusion de l'épisode Bad Blood (2x17):
« Off topic -- I got several great pictures of a momma Cardinal and her baby that landed on my feeder early this morning. (...) » (« Hors sujet -- J'ai eu plusieurs images géniales d'une maman cardinal et de son bébé qui ont débarqué tôt ce matin »).
Cela fait référence aux retrouvailles de Fernando Sucre et de sa fiancée enceinte Maricruz Delgado dans l'épisode susmentionné.
Dans un autre message, un membre appelé « BettyFinchFan483 » fait allusion à du peroxyde d'hydrogène. Or, c'est le produit que C-Note avait fourni aux membres de l'équipe d'évasion pour qu'ils puissent blanchir leurs uniformes.

### Erreurs
Deux messages qui sont apparus directement après le lancement du site internet, concernent des problèmes de date par rapport à la chronologie des épisodes du feuilleton. Le premier message était celui de « FISH 40 » et datait du mois de mars. Or « FISH 40 » ne pouvait déposer un message en mars alors que Michael Scofield est arrivé à Fox River en avril et ignorait dans quelle cellule il serait incarcéré. La date du message a ensuite été changée en « 5/31 » (« 31 mai »). En outre, un message écrit par KVFinchlover7475 a été déposé sur le forum sous le titre « EGF site update! ». Le forumeur explique: « As some of you may have noticed, the dates on the site have been a little wonky. » (« Comme vous avez dû le remarquer, les dates sur le site ont été un peu déglinguées. »). Par ce biais, l'équipe de production s'adresse directement aux téléspectateurs internautes qui avaient relevé ces incohérences.

## Reynolds-again.com
L'un des principaux ennemis des héros de Prison Break, Michael Scofield et Lincoln Burrows, est Caroline Reynolds, vice-présidente puis présidente des États-Unis.  
Elle possède, elle aussi, un site internet fictif à son nom. Il s'agit de www.reynolds-again.com . Le véritable nom de domaine a été enregistré par la Twentieth Century Fox le 29 janvier 2007.
Tout comme EuropeanGoldFinch.net, le site a cessé d'exister après la fin de la série.

### Connexions entre le site internet le feuilleton télévisé
Il s'agit d'un « faux » site de campagne en faveur de la réélection du personnage fictif Caroline Reynolds pour la présidence des États-Unis. Il contient plusieurs photos et articles. Dans le feuilleton, il n'est pas cité oralement mais est aperçu à la fin de l'épisode Le Chantage (2x19) sur les banderoles de ses partisans, lors de la conférence présidentielle de Caroline Reynolds à Chicago.
Selon le site, il est « paid for by the Committee to Re-Elect President Reynolds » (« financé par le comité de soutien pour la réélection de la Présidente Reynolds. »).
Contrairement à Europeangoldfinch.net, il est possible d'envoyer un message. Cette réponse est alors automatiquement renvoyée :
« Dear Supporter,
Thank you for your interest in the Reynolds Again re-election campaign. By providing us with your email address, not only will you stay informed on the latest campaign news and issues, but you'll be
the first to know when the Reynolds Again campaign makes a stop in your home town or city. I applaud your commitment to stay informed and your willingness to take the next step in securing our nation's future. Together we will all make a safer, better America.
Thank you,
President Caroline Reynolds »
(« Cher supporter
Je vous remercie pour votre intérêt pour la campagne de réélection de Caroline Reynolds. En nous laissant votre adresse email, non seulement vous resterez informé des dernières informations et résultats, mais vous serez le premier à savoir quand la campagne « Reynolds Encore » fera une halte dans votre ville. J'applaudis votre engagement à rester informé et votre empressement à effectuer la prochaine étape en assurant l'avenir de notre nation. Tous ensemble, nous ferons une Amérique plus sûre et meilleure.
Merci,
La présidente Caroline Reynolds »)
Les grandes lignes du programme politique de Caroline Reynolds est accessible sur le site internet. Elles la placent dans le camp du Parti républicain.